# Pedro Meurice
Pedro Claro Meurice Estiú (San Luis, Oriente, Cuba, 23 de febrero de 1932 - Miami, Florida, Estados Unidos, 21 de julio de 2011) fue un religioso cubano, arzobispo de Santiago de Cuba durante treinta y cuatro años, destacado por haber sido especialmente crítico con el gobierno comunista cubano.
Formado en el seminario de San Basilio Magno, fue ordenado sacerdote en 1955, para seguir luego dos años de formación en derecho canónico en la Universidad Gregoriana de Roma. Ocupó, sucesivamente los cargos de canciller y secretario de Enrique Pérez Serantes, su antecesor en el arzobispado y hombre que salvo la vida de Fidel Castro tras el Asalto al Cuartel de Moncada. Tras fallecer Serantes fue obispo auxiliar y arzobispo de Santiago nombrado por Pablo VI, puesto que ocupó durante 34 años, para pasar a serlo emérito a la edad de jubilación. Le sucedió en el arzobispado santiaguero Dionisio García Ibáñez.
Ya desde su llegada al arzobispado se le consideró abiertamente opuesto al marxismo-leninismo y al ateísmo del gobierno comunista cubano, dentro de la línea más dura de la iglesia católica del país. Su posición se puso de manifiesto para Cuba y el mundo durante la visita de Juan Pablo II al país en 1998, en la que Meurice se encargó de presentar la misa que el Papa ofreció en la plaza de la Revolución de Santiago. Ante miles de personas y con la presencia del entonces ministro de Defensa, Raúl Castro, Meurice señaló ante Juan Pablo II que le presentaba:

[...] a un número creciente de cubanos que han confundido la patria con un partido, la nación con el proceso histórico que hemos vivido las últimas décadas y la cultura con una ideología. [...] Son cubanos que al rechazar todo de una vez, sin discernir, se sienten desarraigados, rechazan lo de aquí y sobrevaloran todo lo extranjero. Algunos consideran esta como una de las causas más profundas del exilio interno y externo.

Falleció en Miami (Estados Unidos) a donde se había trasladado para tratarse de diversos problemas de salud.